# 墨爾本海崖
53°2′S 73°32′E / 53.033°S 73.533°E
墨爾本海崖是南極洲的海崖，位於印度洋南部的赫德島北部，處於比德靈邁爾角以南2.4公里，海拔高度385米，以澳大利亞城市命名。